# Desvelo
libro de poemas de Gilberto Owen, en gran parte inédito con excepción de tres poemas (Corolas de papel de estas canciones. Niño abril me escribió de un pueblo y El
agua, entre los álamos) publicado en la revista Ulises de mayo de 1927. Dos de los poemas que lo conformaban se perdieron, uno era un elogio por Jorge Cuesta y el otro un retrato por Xavier Villaurrutia. No estaba en los planes de Owen publicar Desvelo como libro, sin embargo, después de releerlo decidió incluirlo en la edición de su obra total.
La obra consta de los siguientes poemas:
- Nueva nao de amor
- Escorzos
- La pompa de jabón
- Rasgos
- Cromo
- El lago
- Final